# 丸十製パン
丸十製パン（まるじゅうせいパン）とは、日本全国に暖簾分けとして展開した丸十製パン店における製法の名称である。

## 沿革
丸十製パンは、甲州市(旧塩山市）出身の田辺玄平（1874年11月16日 - 1933年10月16日）が、1901年（明治34年）に渡米して現地の製パン法を習得したことから始まる。
アメリカで学び1910年（明治43年）に帰国するも当時日本は冷蔵庫が無く、生イーストの管理がほぼ不可能で、私財を投じてドライイーストの研究に励み、1913年（大正2年）に東京下谷黒門町で食パン製造工場を創設し、大正4年「玄平種」を完成させる。この玄平種は、それまで自家培養種法に依存していたパン業界に画期的影響を与える。玄平種を使用することにより、パン種作りの職人がいなくとも誰でも製パン業が営めるようになり、同業他社の競争激化が続出することになるが、発明者の田辺は、学校に持ち込み家庭製パンの普及事業を始める。田辺の目的はあくまでもパン食の普及であった。
田辺はまた豆粕飯の普及と玄米パンの普及・改良にも尽力した（米騒動時に東京市長の田尻稲次郎に豆粕食の普及を進言した）。日露戦争による脚気研究（鈴木梅太郎による「白米の食品としての価値並に動物の脚気様疾病に関する研究」）の向上、また大正7年の米騒動を受けて、代用食で東京市市長に玄米パンを奨励している。田辺の狙いは玄米パンを普及することによって脚気予防に一役買い、伏せてパン食を普及しようとするものであった（日本の脚気史 参照）。
田辺の一番弟子は池田操・雨宮五六・前原登志郎・志田頼次郎（東京）、林幸一（横浜）、平野芳身（浜松）で、彼らは「丸十互助会」を発足させる。この互助会の目的は、麻布本店・赤坂分店の両主人を中心に、新製品の開発販売方法の研究、原材料の共同購入、従業員の育成等を志すもので、「親睦と共栄」をその根本理念とした。彼らは求められるとどこの地方へも出向き新しい製パン法を伝授した。この玄平種で造られる食パンは砂糖とラードを用いられ、この方式は玄平が米国で体得したものでありそれ以前の日本の食パンはヨーロッパ流の塩味パンであった。この大正時代から日本のパンが米国式に変わったのは田辺玄平の指導に負うところが多い。
その製パン法を学ぼうと、全国から弟子が集まり、その門弟が田辺家の家紋（「○」の中に「十」）を商標に掲げ、全国に広めていったのが始まりとされている。現在は商標登録制になっており、組合員だけが使える商標である。

## 理念
田辺玄平が「食糧問題の根本的解決はパン食の普及にあり」と東京下谷黒門町にアメリカから帰国後、近代的製パン法と称して食パン製造工場を創設する。その当時かかげたパン食宣伝の三大スローガンとは
- 食糧問題の根本的解決はパン食の普及にあり。
- パン食の普及はパン製造法の改善にあり。
- パン食に慣るるは国民の義務なり。

であった。

## 呼称
基本的に「丸十製パン店」であるが、暖簾分けによって弟子の氏を入れ「○○丸十製パン」や「丸十○○パン」、「丸十ベーカリー」ただ単に「○に十」の家紋を入れているだけの店舗もある。モダンさも取り入れ「マルジュ」という呼称や、「Marujyu」も存在する。

## 商品
店舗ごとにさまざまである。
焼きそばパンやクリームパンなどの惣菜パンからフランスパンや食パンなど多種多彩である。

## 店舗
- 現存
  - 　板橋区仲宿
  - 　渋谷
  - 　高円寺
  - 　新井薬師
  - 　練馬区豊玉
  - 　甲府
  - 　花小金井（注文のみ小売りは無し）
  - 　鶴ヶ島市鶴ヶ丘
  - 　相模大野銀座通り
  - 　小田急相模原東海相模通り
  - 　飯能市
- 閉店
  - 　飯田橋
  - 　明大前
  - 　下高井戸
  - 　武蔵境
  - 　南林間

## 年表
- 1874年（明治7年） - 田辺玄平出生
- 1901年（明治34年） - 田辺玄平が渡米
- 1911年（明治44年） - 帰国
- 1913年（大正2年） - 東京下谷黒門町に食パン製造工場を創設
- 1915年（大正4年） - ドライイースト「玄平種」を発明
- 1918年（大正7年） - 田辺玄平、田尻東京市長に玄米パンの普及を説く
- 1919年（大正8年） - 麻布宮村町に工場を新設。赤坂新町に「赤坂分店」創設
- 大正末期～昭和初期 - 麻布本店・赤坂分店の門下生に暖簾分け
- 終戦直後 - 田辺玄平の長男である田辺一郎を初代理事長として「東京都丸十パン協同組合」を発足。小麦粉、原材料の配給事務を行う
- 1966年（昭和41年） - 全日本丸十パン商工業協同組合が発足